# Bergenita
La bergenita és un mineral de la classe dels fosfats que pertany al grup fosfouranilita. Va ser descoberta l'any 1959 a Bergen en l'estat de Saxònia (Alemanya), sent nomenada així per Hans Wilhelm Bültemann i Gunter Harald en honor d'aquesta localitat.

## Característiques
La bergenita és uranil-fosfat hidratat de calci i bari, amb fórmula química Ca₂Ba₄(UO₂)₉O₆(PO₄)₆(H₂O)₁₆. Cristal·litza en el sistema monoclínic formant cristalls tabulars i prims en forma d'agulla de fins a 3 mm. La seva duresa es troba entre 2 i 3 a l'escala de Mohs. És un mineral isostructural amb la fosfouranilita.
Segons la classificació de Nickel-Strunz, la bergenita pertany a «08.EC: Uranil fosfats i arsenats, amb relació UO₂:RO₄ = 3:2» juntament amb els següents minerals: françoisita-(Nd), phuralumita, upalita, françoisita-(Ce), arsenuranilita, dewindtita, kivuita, fosfuranylita, yingjiangita, dumontita, hügelita, metavanmeersscheïta, vanmeersscheïta, arsenovanmeersscheïta, althupita, mundita i phurcalita.

## Formació i jaciments
S'ha trobat a escòries en mines de fosfats d'urani a Alemanya, formada com a mineral secundari. Sol trobar-se associada a altres minerals com: uranocircita, torbernita, autunita, dewindtita o uranofana.